# Naturschutzgebiet Im Hagen
Das Naturschutzgebiet Im Hagen mit einer Größe von 41,9 ha liegt nördlich von Gevelinghausen im Stadtgebiet von Olsberg im Hochsauerlandkreis. Das Gebiet wurde 2004 mit dem Landschaftsplan Olsberg durch den Hochsauerlandkreis als Naturschutzgebiet (NSG) ausgewiesen. Auf dem Gebiet der Gemeinde Bestwig schließt sich direkt das Naturschutzgebiet Steinberg / Im Hagen an.

## Gebietsbeschreibung
Beim NSG handelt es sich um den bewaldeten Bergrücken von Losenberg und Im Hagen (Olsberg). Der Wald besteht aus Rotbuchen bzw. Eichen-Buchenwald.

## Schutzzweck
Im NSG soll der dortige Laubwald geschützt werden. Wie bei allen Naturschutzgebieten in Deutschland wurde in der Schutzausweisung darauf hingewiesen, dass das Gebiet „wegen der Seltenheit, besonderen Eigenart und Schönheit des Gebietes“ zum Naturschutzgebiet wurde.